# Garage Isidoor
Garage Isidoor (originele titel: Garage Isidore) is een Belgische stripreeks uitgegeven door uitgeverij Dupuis. De verhalen werden geschreven door François Gilson met tekeningen van Olis en later Stédo en Alain Sikorski.

## Inhoud
De reeks gaat over een sympathieke garagehouder "Isidoor", die zoals iedere garagehouder probeert rond te komen. Hierbij wordt hij geholpen door twee assistenten. Hij vindt zowel steun als concurrentie van de garage aan de overkant "P.Laatstaal".

## Geschiedenis
Deze strip verscheen vanaf 1992 in het Belgische stripblad Spirou/Robbedoes. Van 1995 tot 2004 verschenen er dan tien stripalbums in het Frans en het Nederlands. Daarna verschenen er tussen 2007 en 2011 nog vier albums, maar deze werden niet vertaald naar het Nederlands.

## Albums
1. Potten en pannes (1995)
2. Ik hoor iets (1995)
3. Stilte, we takelen (1996)
4. Een nachtmerrie op wielen (1997)
5. Monteur in fa majeur (1998)
6. Gentlemanhersteller (1999)
7. De bende van de steeksleutel (2000)
8. Daar is de lente! (2002)
9. Pijnlijke ontsteking (2003)
10. Even afstellen (2004)
11. Moteur! (2007)[3]
12. Place au pro (2008)[3]
13. Plein pots (2009)[3]
14. Rallye en folie (2011)[3]